# Challenger de Guadalajara 2013
El torneo Jalisco Open 2013 es un torneo profesional de tenis. Pertenece al ATP Challenger Series 2013. Se disputará su 3ª edición sobre superficie dura, en Guadalajara, México entre el 8 y el 13 de abril de 2013.

## Jugadores participantes del cuadro de individuales

### Cabezas de serie
| País                      | Jugador                 | Rank1 | Favorito |
| Bandera de China Taipéi   | Lu Yen-hsun             | 74    | 1        |
| Bandera de Alemania       | Benjamin Becker         | 95    | 2        |
| Bandera de Estados Unidos | Rajeev Ram              | 107   | 3        |
| Bandera de Israel         | Dudi Sela               | 115   | 4        |
| Bandera de Francia        | Adrian Mannarino        | 122   | 5        |
| Bandera de Australia      | John Millman            | 126   | 6        |
| Bandera de España         | Daniel Muñoz de la Nava | 129   | 7        |
| Bandera de Rusia          | Alex Bogomolov, Jr.     | 132   | 8        |
| ------------------------- | ----------------------- | ----- | -------- |

- 1 Se ha tomado en cuenta el ranking del día 1 de abril de 2013.

### Otros participantes
Los siguientes jugadores recibieron una invitación (wild card), por lo tanto ingresan directamente al cuadro principal:
- Miguel Gallardo Valles
- Miguel Ángel Reyes Varela
- Eduardo Peralta-Tello
- Nicolás Massú

Los siguientes jugadores ingresan al cuadro principal tras disputar el cuadro clasificatorio:
- Marin Draganja
- Maximilian Neuchrist
- Bumpei Sato
- Peter Torebko

## Jugadores participantes en el cuadro de dobles

### Cabezas de serie
| País                      | Jugador            | País                      | Jugador            | Rank1 | Favorito |
| Bandera de Tailandia      | Sanchai Ratiwatana | Bandera de Tailandia      | Sonchat Ratiwatana | 156   | 1        |
| Bandera de Estados Unidos | James Cerretani    | Bandera de Canadá         | Adil Shamasdin     | 166   | 2        |
| Bandera de Alemania       | Benjamin Becker    | Bandera de Estados Unidos | Rajeev Ram         | 187   | 3        |
| Bandera de Australia      | Samuel Groth       | Bandera de Australia      | John-Patrick Smith | 222   | 4        |
| ------------------------- | ------------------ | ------------------------- | ------------------ | ----- | -------- |

- 1 Se ha tomado en cuenta el ranking del día 1 de abril de 2013.

### Otros participantes
Los siguientes jugadores recibieron una invitación (wild card), por lo tanto ingresan directamente al cuadro principal:
- Alejandro Moreno Figueroa /  Manuel Sánchez Montemayor
- Carsten Ball /  Daniel Garza
- Nicolás Massú /  Miguel Reyes Varela

## Campeones

### Individual Masculino
- Alex Bogomolov, Jr.  derrotó en la final a  Rajeev Ram, 2–6, 6–3, 6–1

### Dobles Masculino
- Marin Draganja /  Mate Pavić derrotaron en la final a  Samuel Groth /  John-Patrick Smith, 5–7, 6–2, [13–11]